# Talassio
Talassio! war ein altrömischer Hochzeitsruf. Der Ruf wird unter anderem in Titus Livius Ab urbe condita (1.9.11) und bei Plutarch (Quaestiones Romanae 31) überliefert. Livius gibt an, der Ruf sei beim Raub der Sabinerinnen entstanden. Dabei sei in dem wilden Getümmel, das sich nach dem Übergriff der Römer auf die sabinischen Frauen ergab, eine besonders schöne Sabinerin von einer Gruppe von Römern hinfortgeführt worden. Diese war zuvor für einen besonders bedeutenden römischen Bürger namens Talassius ausgewählt worden. Um jedem, der sich dieser Frau näherte, anzuzeigen, dass diese schon vergeben sei, hätten die sie Hinwegführenden ständig das Wort „Talassio!“ ausgerufen. Später habe sich hieraus ein Hochzeitsruf entwickelt, den römische Bräutigame ausriefen, wenn sie ihre Braut nach der Eheschließung über die Türschwelle des gemeinsamen Hauses trugen. Dieser Hochzeitsruf wurde in späteren Zeiten personifiziert als Hochzeitsgott.